# Walt Lloyd
Walt Lloyd este unul dintre personajele principale din serialul de televiziune american Lost, portretizat de actorul Malcolm David Kelley.